# 玉島笠岡道路
玉島笠岡道路（たましまかさおかどうろ）は、岡山県倉敷市玉島阿賀崎から同県笠岡市西大島新田に至る国道2号のバイパス道路である。

## 概要
岡山県西部地域の通過交通を受け持つことで、浅口市および浅口郡里庄町の慢性的な交通渋滞の緩和や、同地域の活力を向上させることを目的としている。地域高規格道路倉敷福山道路の一部を構成する自動車専用道路である。
現在は起点からの一部区間が供用中で、2026年度（令和8年度）の全線開通に向けて建設工事が行われている。

### 路線データ
- 起点 : 岡山県倉敷市玉島阿賀崎 （国道2号玉島バイパスと接続）
- 終点 : 岡山県笠岡市西大島新田 （国道2号笠岡バイパスと接続予定）
- 延長 : 13.9 km
- 規格 : 第1種第3級（自動車専用道路）
- 設計速度 : 80 km/h
- 道路幅員
  - 土工部 : 20.5 m
  - トンネル部 : 17.0 m
  - 橋梁部（長大橋） : 19.5 m
- 車線幅員 : 3.5 m
- 車線数 : 4車線

## 歴史
1970年代に岡山県道路公社が経営する有料道路「玉島笠岡道路」の計画が浮上。倉敷市玉島勇崎（水玉ブリッジライン終点）から笠岡市入江に至り、構想中の笠岡湾バイパス（のちの笠岡バイパス）に接続する路線として、経路は現行計画路線の南側を通り、途中に鴨方・寄島の2つのインターチェンジが設けられることになっていた。1975年（昭和50年）10月21日に岡山県告示第970号で岡山県道458号勇崎入江線として認定され、調査に着手したものの、接続道路の国道2号の調査状況および採算性を考慮して当分の間、見合わせることとなった。
その後、国道2号バイパスとしてまた地域高規格道路倉敷福山道路として国による現在の玉島笠岡道路の計画が浮上し、2001年（平成13年）11月に旧玉島笠岡道路は計画撤回が決定、翌2002年（平成14年）4月19日岡山県告示第252号で岡山県道458号勇崎入江線は全く供用されることのないまま廃止となる。なお、現在の玉島笠岡道路には水玉JCT（仮称）を設け、そこから水玉ブリッジラインの終点に通じる道路が計画されている（都市計画道路勇崎大谷線、 1,770 m）。
本道路はI期区間（起点 - 浅口金光IC）とII期区間（浅口金光IC - 終点）に分けて事業化され、I期区間は2015年（平成27年）に暫定2車線で開通し、II期区間も同様に建設工事が進められている。

### 年表
- 1994年（平成6年）12月16日 : 倉敷福山道路が地域高規格道路の計画路線に指定。
- 1998年（平成10年） : 倉敷市玉島阿賀崎 - 浅口郡金光町佐方[注釈 2]が地域高規格道路の整備区間に指定[6]。
- 2000年（平成12年）8月29日 : 都市計画決定[6]。
- 2001年度（平成13年度） : I期区間（倉敷市玉島阿賀崎 - 浅口郡金光町佐方[注釈 2]、4.5 km ）事業化[6]。
- 2004年度（平成16年度） : 用地着手[6]。
- 2007年（平成19年）10月 : I期区間の工事着手（玉島西IC付近の唐船地区より着手[6]）。
- 2009年（平成21年）3月13日 : II期区間（浅口市金光町佐方 - 笠岡市西大島新田、9.4 km ）事業化[6]。
- 2011年度（平成23年度） : II期区間の工事着手[6]。
- 2013年（平成25年）1月31日[資料 2] : 玉島西IC（当時の仮称・唐船IC）建設地付近における国道2号現道の通行形態変更[資料 2]。これにより側道部となる現道は、建設用地北側を通っていたものが南側を通る経路となる[資料 3]。
- 2015年（平成27年）
  - 2月20日 : 玉島西IC付近の国道2号の通行形態が変更され[資料 4]、玉島バイパスと本道路が直結。
  - 3月29日 : 玉島西IC - 浅口金光IC間（4.5 km）を暫定2車線で供用開始[1]。
- 2020年（令和2年）12月7日 : 六条院トンネル（1,088 m）貫通[資料 5]。
- 2023年（令和5年）5月16日 : 西大島トンネル（568 m 、工事費24億1,300万円）の貫通式を挙行[7]。

## 路線状況

### 道路施設
出典 : 岡山県統計年報、国土交通省中国地方整備局
- 唐船高架橋
- 大谷東高架橋 （272 m）
- 横池高架橋 （220 m）
- 畑池高架橋 （149 m）
- 六条院東高架橋（256 m）
- 六条院トンネル（1,088 m）
- 生石川橋（105 m）
- 西大島トンネル（568 m） [7]
- 西大島高架橋（108 m）

### 今後の展望
- 2026年度（令和8年度） : 浅口金光IC - 笠岡東IC（仮称）間9.4 kmを暫定2車線で供用開始し全線開通予定[2][資料 1][注釈 1]。

当初、上記区間は2025年度（令和7年度）の全線開通を予定していたが、一部で硬い岩盤が想定より多く見つかり掘削に期間を要することになったため、開通予定が上記年度に変更されている。

## 地理

### 通過する自治体
- 岡山県
  - 倉敷市 - 浅口市 - 浅口郡里庄町 - 笠岡市

### インターチェンジなど
- 上側が起点側、下側が終点側。
- IC番号欄の背景色が■である区間は既開通区間に存在する。
- 施設名欄の背景色が■である部分は施設が供用されていない、または完成していないことを示す。
- 未開通区間（II期区間）のIC名および水玉JCTは仮称。

| IC番号                                    | 施設名     | 接続路線名                                    | 大阪から (km) | 備考                 | 所在地 |
| ----------------------------------------- | ---------- | --------------------------------------------- | ------------- | -------------------- | ------ |
| 国道2号（玉島バイパス）岡山方面           |            |                                               |               |                      |        |
| 1                                         | 玉島西IC   | 国道2号（現道）福山方面 県道398号水島港唐船線 | 202.0         | 岡山方面出入口       | 倉敷市 |
|                                           | 水玉JCT    | 都市計画道路勇崎大谷線                        | -             | 水島方面分岐〔計画〕 | 浅口市 |
| 2                                         | 浅口金光IC | 県道471号南浦金光線 岡山県道284号東安倉鴨方線 | 206.5         |                      | 浅口市 |
|                                           | 鴨方IC     |                                               | -             | 岡山方面出入口       | 浅口市 |
|                                           | 里庄IC     |                                               | -             | 福山方面出入口       | 里庄町 |
|                                           | 笠岡東IC   | 県道47号倉敷長浜笠岡線（バイパス）            | 220           |                      | 笠岡市 |
| 国道2号（笠岡バイパス）福山方面〔建設中〕 |            |                                               |               |                      |        |

### 当該道路の位置関係
（岡山方面） - 玉島バイパス - 玉島笠岡道路 - 笠岡バイパス - （福山方面）